# Battaglia di Doiran (1913)
La battaglia di Doiran fu una battaglia della seconda guerra balcanica, combattuta tra l'esercito bulgaro e quello greco. La battaglia ebbe luogo nel giugno 1913.
Le forze armate greche, dopo la vittoria a Kilkis-Lachanas, continuarono la loro avanzata verso nord e si scontrarono con successo i bulgari al lago Doiran. L'esercito bulgaro si era ritirato nel lago, dopo aver distrutto i ponti del fiume Struma e bruciato la città di Serres. Come risultato della loro successiva sconfitta, le forze bulgare si ritirarono più a nord.

## Battaglia
Il lago Doiran era all'ala destra della linea di difesa bulgara. Il 2° esercito bulgaro era responsabile della difesa di questo settore. L'artiglieria bulgara ebbe successo per qualche tempo contro l'attacco greco. Quando gli Evzone catturarono la stazione ferroviaria di Doiran, temendo di essere accerchiati, si ritirarono più a nord. Seguendo gli ordini del re Costantino, l'esercito greco catturò Gevgelija, Meleniko, Petrich e avanzò nel territorio bulgaro con l'obiettivo di catturare Sofia.
Un'altra parte dell'esercito greco marciò verso est per catturare Drama e la Tracia occidentale, mentre le navi della marina greca con un'operazione anfibia sbarcarono a Kavala.

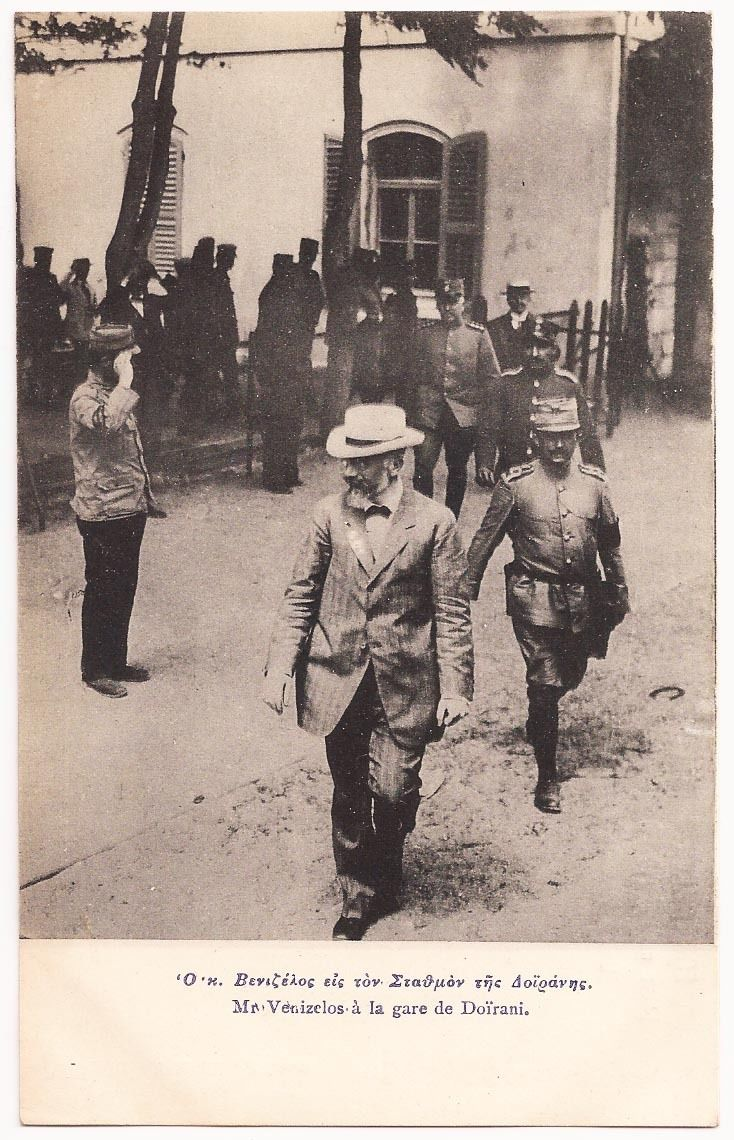
Il primo ministro greco Eleftherios Venizelos alla stazione di Doiran (1913).